# Patrick White-díj
A Patrick White-díj (Patrick White Award) egy irodalmi díj Ausztráliában, melyet az irodalmi Nobel-díjas Patrick White hozott létre. White az 1973-ban nyert elismerő díjának összegét arra használta fel, hogy alapítson saját nemzetében egy irodalmi díjat.
A 25 000 ausztrál dolláros pénzdíjat az az ausztrál író kaphatja, aki hosszú és rendkívüli irodalmi tevékenységével felhívja magára az ország irodalmi életének figyelmét. Az ilyen írók automatikusan elérhetővé válnak a díj számára, jelentkezni nem lehet.

## Díjazottak
- 2019 – Jordie Albiston
- 2018 – Samuel Wagan Watson
- 2017 – Tony Birch
- 2016 – Carmel Bird
- 2015 – Joan London
- 2014 – Brian Castro
- 2013 – Louis Nowra
- 2012 – Amanda Lohrey
- 2011 – Robert Adamson
- 2010 – David Foster
- 2009 – Beverley Farmer
- 2008 – John Romeril
- 2007 – David Rowbotham
- 2006 – Morris Lurie
- 2005 – Fay Zwicky
- 2004 – Nancy Phelan
- 2003 – Janette Turner Hospital
- 2002 – TAG Hungerford
- 2001 – Geoff Page
- 2000 – Thomas W. Shapcott
- 1999 – Gerald Murnane
- 1998 – Alma de Groen
- 1997 – Vivian Smith
- 1996 – Elizabeth Harrower
- 1995 – Elizabeth Riddell
- 1994 – Dimitris Tsaloumas
- 1993 – Amy Witting
- 1992 – Peter Cowan
- 1991 – David Martin
- 1990 – Robert Gray
- 1989 – Thea Astley
- 1988 – Roland Robinson
- 1987 – William Hart-Smith
- 1986 – John Morrison
- 1985 – Judah Waten
- 1984 – Rosemary Dobson
- 1983 – Marjorie Barnard
- 1982 – Bruce Beaver
- 1981 – Dal Stivens
- 1980 – Bruce Dawe
- 1979 – Randolph Stow
- 1978 – Gwen Harwood
- 1977 – Sumner Locke Elliott
- 1976 – John Blight
- 1975 – David Campbell
- 1974 – Christina Stead

## Lásd még
- Ausztrál irodalom
- Irodalmi díjak listája

## Külső hivatkozások
- Információk[halott link] a díjról a lovethebook oldalán.
- A díjról a Sydney Színház oldalán.